# 小室哲哉 meets VOCALOID
『小室哲哉 meets VOCALOID』（こむろてつや ミーツ ボーカロイド）は、2012年3月28日にavex traxより発売されたコンピレーション・アルバムである。小室哲哉の制作楽曲を当人公認のもと、ボーカロイドによりカバー。
選曲は音源を作成したボカロP自らが行っている。発売日には、ニコニコ生放送にて、「「小室哲哉 meets VOCALOID」発売記念特番 第2部 『TK with ボカロP対談』」が実施され、小室哲哉と本作参加のボカロPらとの対談企画を行った。タイムシフト非公開。

## 収録曲
1. I BELIEVE /  Dios/シグナルP feat. 鏡音リン
原曲：華原朋美 （1995年）
2. 恋しさと せつなさと 心強さと / mathru(かにみそP) feat. 初音ミク
原曲：篠原涼子 with t.komuro （1994年）
3. TOO SHY SHY BOY! / EZFG feat. 巡音ルカ
原曲：観月ありさ （1992年）
4. My Revolution / PENGUINS PROJECT feat. 初音ミク
原曲：渡辺美里 （1986年）
5. DEPARTURES / ひとしずく×やま△ feat. 鏡音リン・レン
原曲：globe （1996年）
6. FACES PLACES / Heavenz feat. 初音ミク、巡音ルカ
原曲：globe （1997年）
7. wanna Be A Dreammaker / doriko feat. 初音ミク
原曲：globe （1998年）
8. survival dAnce 〜no no cry more〜 / さつき が てんこもり feat. 初音ミク
原曲：trf （1994年）
9. SEVEN DAYS WAR / キャプテンミライ feat. 鏡音リン、初音ミク
原曲：TM NETWORK （1988年）
10. WOW WAR TONIGHT 〜時には起こせよムーヴメント / PolyphonicBranch feat. 鏡音リン・レン
原曲：H Jungle with t （1995年）
11. LOVE IS ALL MUSIC / 小室哲哉 feat. 初音ミク
原曲：華原朋美 （1997年）

## 品番
- AVCD-38487

## 価格
- 2625円